# Ioan Micu Moldovan
Ioan Micu Moldovan (numit și Moldovănuț) (n. 13 iunie 1833, Varfalău – d. 20 septembrie 1915, Blaj) a fost un istoric, teolog, folclorist, filolog și pedagog român, canonic greco-catolic, membru titular al Academiei Române. Cel de al doilea nume, de Micu, și l-a adăugat, după moda timpului, la venirea în Blaj.

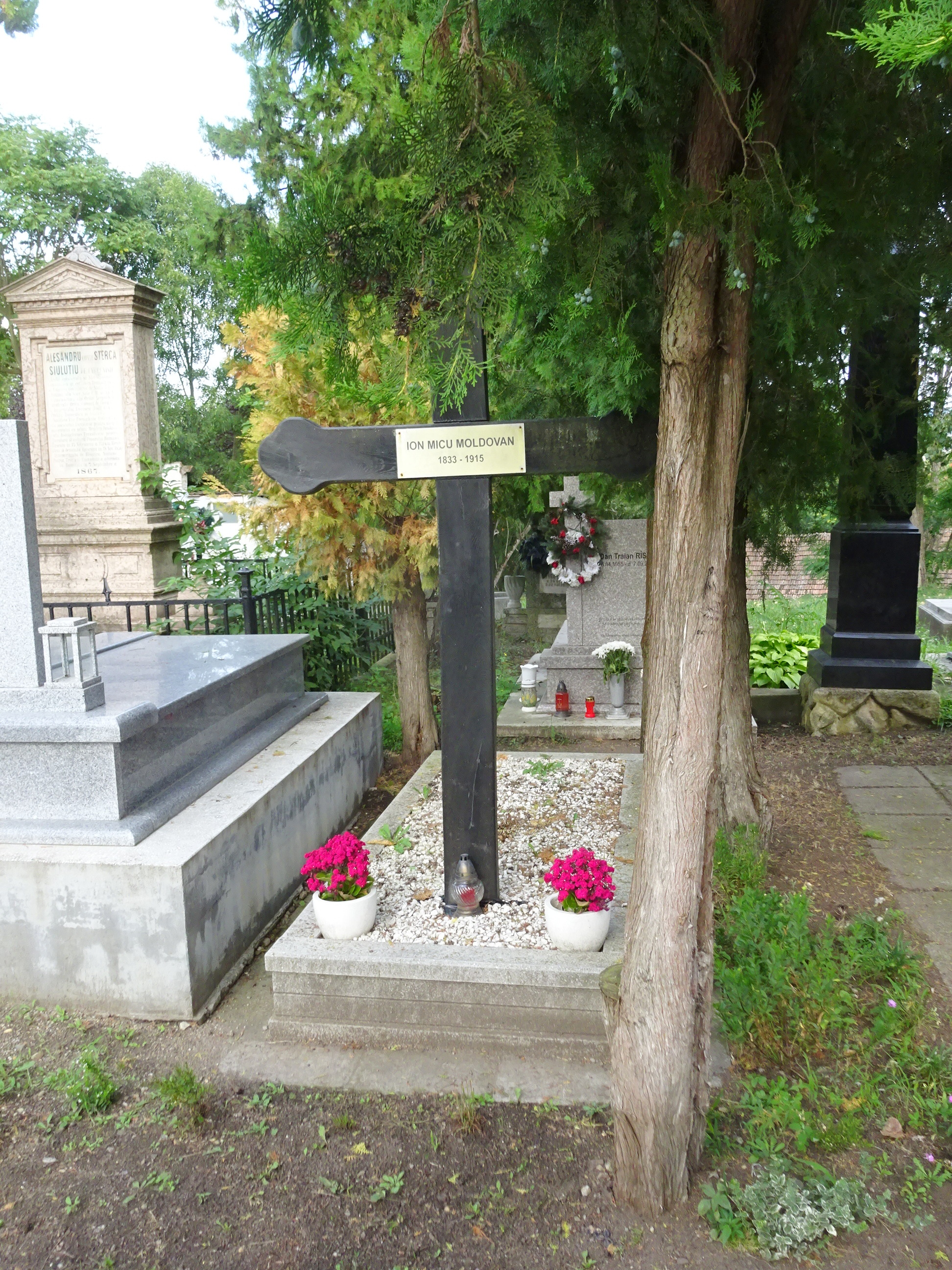
Mormântul lui Ioan Micu Moldovan din cimitirul Bisericii Sfinții Arhangheli din Blaj

S-a născut în satul Varfalău (azi Moldovenești), la vest de Turda, dintr-o familie de țărani români (numele părinților fiind Dochia-Domițiana și Vasile Moldovan). A efectuat studii de istorie și de teologie, ca elev și continuator al lui Timotei Cipariu. Profesor de teologie la Seminarul Greco-Catolic din Blaj, a publicat numeroase lucrări istorice. A deținut funcția de președinte al Societății Astra între anii 1894-1901 (după decesul lui George Barițiu). A primit Medalia „Bene Merenti” (aprilie 1905).
În memoria lui Ioan Micu Moldovan, satul Varfalău a fost redenumit in perioada interbelică în Moldovenești (nume păstrat și astăzi).

## Viața și activitatea
Studiile le-a început în satul natal și mai târziu, cu ajutorul canonicului Vasile Rațiu, ajunge, în 1842, la Blaj fiind acceptat în clasa a II-a. Evenimentele revoluționare pașoptiste îl determină să se întoarcă acasă; revine abia în 1851 când a fost admis în clasa a VI-a, pentru ca, doi ani mai târziu, să treacă examenul de maturitate.
Rezultatele strălucite la învățătură l-au determinat pe mitropolitul Alexandru Sterca-Șuluțiu să-l trimită să studieze teologia și filosofia la Universitatea din Pesta, de unde, după încheierea anului universitar 1853-1854, se va muta la Viena. Nu a rămas acolo decât tot un an, deoarece din cauza sărăciei s-a îmbolnăvit și a fost nevoit să revină la Blaj. Acolo și-a încheiat studiile teologice în anul universitar 1856-1857.
Impunându-se prin pregătirea lui temeinică, din, toamna anului 1857 va funcționa ca profesor la Institutul teologic pe care l-a absolvit. Un an mai târziu, la cerere, va fi mutat la Liceul Sfântul Vasile, unde timp de 25 de ani va preda rând pe rând istoria, geografia, limba română și cea latină, între 1879-1883 fiindu-i chiar director.
Ajungând cadru didactic al liceului, Ioan Micu Moldovan va deveni coleg al fostului său profesor, filologul Timotei Cipariu, căruia îi va fi un colaborator de nădejde în administrarea tipografiei diecezane. Inițiindu-l în această activitate, din 1867 îi va ceda funcția de prefect sau administrator al tipografiei, unde se tipăreau atât cărțile de uz bisericesc necesare parohiilor greco-catolice, cât și manualele, împreună cu alte materiale didactice, indispensabile școlilor confesionale din Transilvania, patronate de mitropolia greco-catolică blăjeană.
Conducând ani la rând tipografia, va elabora și edita el însuși manuale școlare. Lui i se datorează manualele de Istorie a Ardealului și de Geografie a Ardealului, care vor fi folosite de școlile românești la începutul perioadei dualiste. Mai mult, va scoate o primă revistă de pedagogie cu titlul „Foaia scolastică” și va colabora la publicația „Economul”.
Concomitent va avea și preocupări științifice mai ales în domeniul lingvisticii, publicând o serie de studii în „Arhivul pentru filologie și istorie" al lui Timotei Cipariu, cât timp a apărut.
Datorită meritelor sale științifice, publicistice și didactice a fost ales în 1877 membru corespondent al Academiei Române din București, iar la moartea lui George Barițiu va fi cooptat cu drepturi depline (1894). Din 1892 a fost membru al capitlului mitropolitan din Blaj, pentru ca în 1895 să fie numit vicar general arhidiecezan. În sfârșit, între 1895-1901, a fost și președinte al Astrei.
După vandalizarea Crucii lui Bob în anul 1908 a refăcut monumentul pe cheltuiala sa.

## Lucrări
- Actele sinodali ale Baserecei Române de Alba Julia și Făgărașiu (1869-1872)
- Dicțiunarelu latinu românu pentru începetori (1864)
- Lecțiunariu latin pentru a doua clasă gimnazială (1864)
- Scrisoare adresată probabil lui Matei Eminescu (1899)
- Geografia Ardealului: pentru școlele poporali (1866)
- Istoria Ardealului (1877)
  - Istoria Patriei (edițiile următoare)
- Dicționarul român-latin